# Gambrus ultimus
Gambrus ultimus är en stekelart som först beskrevs av Cresson 1864.  Gambrus ultimus ingår i släktet Gambrus och familjen brokparasitsteklar. Inga underarter finns listade i Catalogue of Life.